# Future Nostalgia
Future Nostalgia — другий студійний альбом британської співачки Дуа Ліпи, що вийшов 27 березня 2020 року на лейблі Warner Music. Альбом має поп- та диско-звучання. Платівка отримала сприятливі відгуки та стала комерційно успішною, досягнувши вершини чартів у 13 країнах. З альбому також вийшли такі топ—10 синглів у Великій Британії, як «Don't Start Now», «Physical», «Break My Heart», «Hallucinate», «Levitating» та «Love Again»; перший і останній також досягли першої п'ятірки американського чарту Billboard Hot 100.
«Don't Start Now» був випущений як провідний сингл альбому, досягши як критичного, так і комерційного успіху, досягнувши другого місця як у UK Singles Chart, так і в US Billboard Hot 100. Сингли «Physical» і « Break My Heart» входять у топ—10 синглів Великої Британії, а ремікс «Levitating» за участю DaBaby потрапив до п'ятірки найкращих у Великій Британії та двох найкращих у США і очолив рейтинг Hot 100 2021 року. Вихід альбому спочатку був запланований на 3 квітня 2020 року, але був перенесений після зливу в повному обсязі двома тижнями раніше. Щоб просувати альбом, Ліпа вирушила у тур Future Nostalgia Tour, який розпочався у лютому 2022 року після того, як його тричі відкладали через пандемію COVID-19.
Після випуску «Future Nostalgia» отримав загальне визнання музичних критиків, багато з яких високо оцінили продукцію, її згуртованість та стилістичну еволюцію Ліпи. У комерційному плані альбом очолив гіт-паради в п'ятнадцяти країнах і потрапив до першої десятки в тридцять одній країні. У Великій Британії він посідав перше місце в чарті альбомів протягом чотирьох тижнів поспіль, ставши її першим альбомом, який досяг такого результату, а також отримав її першу в історії номінацію на премію Mercury Prize та отримав нагороду Brit Awards за «Британський альбом року». На 63-й щорічній церемонії вручення премії «Греммі» альбом був номінований на «Альбом року» та отримав нагороду «Найкращий вокальний поп-альбом», тоді як «Don't Start Now» був номінований на «Запис року», «Пісню року» та «Найкраще поп-сольне виконання».
Після «Future Nostalgia» вийшов ремікс-альбом «Club Future Nostalgia», випущений 28 серпня 2020 року, який отримав позитивні відгуки критиків. 27 листопада 2020 року було випущено французьке видання «Future Nostalgia», яке принесло сингл «Fever». Перевидання альбому з підзаголовком «The Moonlight Edition» було випущено 11 лютого 2021 року разом із головним синглом «We're Good».

## Жанр
«Future Nostalgia» записаний у жанрах денспоп, електропоп, ню-диско, синтіпоп з елементами євроденсу, техно та R&B. Дуа Ліпа надихнулася музичними стилями 1970-х, 1980-х, 1990-х та 2000-х років. Звучання альбому складається з бас-гітар, електронних ритмів, синтезаторів, барабанів, фортепіано, струнних та диско-струнних. У піснях порушуються теми кохання, закоханості, флірту, романтики, нерівності, розширення можливостей, розриву стосунків, життєвих змін, саморефлексії. Критики відзначають наповненість альбому звучанням диско 1970-х, денспопу 1980-х та клубних джемів 1990-х.

## Список композицій
| Стандартна версія | Стандартна версія   | Стандартна версія                                                                              | Стандартна версія                               | Стандартна версія |
| #                 | Назва               | Автор                                                                                          | Продюсери                                       | Тривалість        |
| ----------------- | ------------------- | ---------------------------------------------------------------------------------------------- | ----------------------------------------------- | ----------------- |
| 1.                | «Future Nostalgia»  | Дуа Ліпа Джефф Бгаскер Clarence Coffee Jr.                                                     | Бгаскер Скайлар Монс [en] [a]                   | 3:04              |
| 2.                | «Don't Start Now»   | Ліпа Емілі Воррен Карлоїн Аїлін Ян Кіркпатрік                                                  | Кіркпатрік                                      | 3:03              |
| 3.                | «Cool»              | Ліпа Ебба Тов Нільссон Шакка Філіп Камілла Пьорселл Томас Барнс Питер Келлегер Бенджамін Кон   | Стюарт Прайс TMS                                | 3:29              |
| 4.                | «Physical»          | Ліпа Сара Гадсон Coffee Jr. Джейсон Евіган                                                     | Евіган [b] Koz Gian Stone [c] Лорна Блеквуд [c] | 3:13              |
| 5.                | «Levitating»        | Ліпа Гадсон Coffee Jr. Стівен Козменюк                                                         | Прайс Koz                                       | 3:23              |
| 6.                | «Pretty Please»     | Ліпа Джулія Майклз Furoyen Кіркпатрік                                                          | Кіркпатрік                                      | 3:14              |
| 7.                | «Hallucinate»       | Ліпа Софі Кук Семюел Джордж Люїс Стюарт Прайс                                                  | Прайс SG Lewis Лорен Д'Елія [c]                 | 3:28              |
| 8.                | «Love Again»        | Ліпа Челсі Граймс Coffee Jr. Козменюк                                                          | Koz                                             | 4:18              |
| 9.                | «Break My Heart»    | Ліпа Александра Тампосі Ендрю Ваятт Стівен Джонсон Джордан Джонсон Майкл Гатченс Ендрю Фаррісс | Ендрю Ваятт The Monsters & the Strangerz        | 3:41              |
| 10.               | «Good in Bed»       | Ліпа Мелані Фонтана Тейлор Упсал Мішель «Ліндгрен» Шульц Девід Бірал Дензел Баптісте           | Take a Daytrip Ліндгрен                         | 3:38              |
| 11.               | «Boys Will Be Boys» | Ліпа Кеннеди Ліккен Джастін Трент Евіган                                                       | Koz                                             | 2:46              |
| 37:17             |                     |                                                                                                |                                                 |                   |

| Японське видання (бонусні треки) | Японське видання (бонусні треки)               | Японське видання (бонусні треки) |
| #                                | Назва                                          | Тривалість                       |
| -------------------------------- | ---------------------------------------------- | -------------------------------- |
| 12.                              | «Don't Start Now» (Live in LA remix)           | 5:40                             |
| 13.                              | «Don't Start Now» (Purple Disco Machine remix) | 3:36                             |
| 14.                              | «Physical» (Leo Zero Disco remix)              |                                  |

| Цифровий бонусний трек | Цифровий бонусний трек      | Цифровий бонусний трек |
| #                      | Назва                       | Тривалість             |
| ---------------------- | --------------------------- | ---------------------- |
| 12.                    | «Levitating» (feat. DaBaby) | 3:23                   |
| 40:40                  |                             |                        |

| Французьке CD-видання (бонусные треки) | Французьке CD-видання (бонусные треки) | Французьке CD-видання (бонусные треки) |
| #                                      | Назва                                  | Тривалість                             |
| -------------------------------------- | -------------------------------------- | -------------------------------------- |
| 12.                                    | «Levitating» (feat. DaBaby)            | 3:23                                   |
| 13.                                    | «Fever» (feat. Анжель)                 | 2:37                                   |
| 43:17                                  |                                        |                                        |

| Future Nostalgia: The Moonlight Edition | Future Nostalgia: The Moonlight Edition                 | Future Nostalgia: The Moonlight Edition | Future Nostalgia: The Moonlight Edition | Future Nostalgia: The Moonlight Edition |
| #                                       | Назва                                                   | Автор | Продюсери                               | Тривалість                              |
| --------------------------------------- | ------------------------------------------------------- | --- | --------------------------------------- | --------------------------------------- |
| 12.                                     | «Fever» (feat. Angèle)                                  | Lipa, Angèle, Ailin, Kirkpatrick, Jacob Kasher Hindlin, Michaels                                                                            | Kirkpatrick                             | 2:36                                    |
| 13.                                     | «We're Good»                                            | Lipa, Warren, Scott Harris, Silvester Sivertsen                                                                                             |                                         |                                         |
| 14.                                     | «Prisoner» (Майлі Сайрус feat. Дуа Ліпа)                | Lipa, Cyrus, Wotman, J. Johnson, Marcus Lomax, Michael Pollack, S. Johnson, Tamposi, Jonathan Bellion                                       | Watt The Monsters & Strangerz           | 2:49                                    |
| 15.                                     | «If It Ain't Me»                                        | Lipa, Taylor Parks, Uzoechi Emenike |                                         |                                         |
| 16.                                     | «That Kind Of Woman»                                    | Lipa, Coffee, Justin Parker, Sam Dew | Parker                                  |                                         |
| 17.                                     | «Not My Problem» (feat. JID)                            | |                                         |                                         |
| 18.                                     | «Levitating» (feat. DaBaby)                             | Lipa, Coffee, Hudson, Kozmeniuk, DaBaby | Koz Price                               | 3:23                                    |
| 19.                                     | «Un Dia (One Day)» (feat. J Balvin, Bad Bunny та Tainy) | Lipa, Alejandro Borrero, Benito Antonio Martínez Ocasio, Coffee, Daystar Peterson, Ivanni Rodriguez, José Álvaro Osorio Balvín, Marco Masís | Balvin Tainy                            | 3:51                                    |

## Чарти
| Чарт (2020)                                          | Найвища позиція |
| ---------------------------------------------------- | --------------- |
| Австралія Australian Albums (ARIA)                   | 1               |
| Австрія Austrian Albums (Ö3 Austria)                 | 2               |
| Бельгія Belgian Albums (Ultratop Flanders)           | 2               |
| Бельгія Belgian Albums (Ultratop Wallonia)           | 7               |
| Канада Canadian Albums (Billboard)                   | 2               |
| Чехія Czech Albums (ČNS IFPI)                        | 1               |
| Данія Danish Albums (Hitlisten)                      | 5               |
| Нідерланди Dutch Albums (MegaCharts)                 | 2               |
| Естонія (Eesti Tipp-40)                              | 1               |
| Фінляндія Finnish Albums (Suomen virallinen lista)   | 1               |
| Франція (SNEP)                                       | 9               |
| Німеччина German Albums (Offizielle Top 100)         | 4               |
| Угорщина Hungarian Albums (MAHASZ)                   | 11              |
| Ісландія (Plötutíðindi)                              | 5               |
| Ірландія Irish Albums (OCC)                          | 1               |
| Італія Italian Albums (FIMI)                         | 3               |
| Японія (Billboard Japan)                             | 26              |
| Японія Japanese Albums (Oricon)                      | 24              |
| Литва (AGATA)                                        | 1               |
| Нова Зеландія New Zealand Albums (Recorded Music NZ) | 1               |
| Норвегія Norwegian Albums (VG-lista)                 | 2               |
| Португалія Portuguese Albums (AFP)                   | 2               |
| Шотландія Scottish Albums (OCC)                      | 1               |
| Словаччина (ČNS IFPI)                                | 1               |
| Швеція Swedish Albums (Sverigetopplistan)            | 4               |
| Швейцарія Swiss Albums (Schweizer Hitparade)         | 4               |
| Велика Британія UK Albums (OCC)                      | 1               |
| США (Billboard 200)                                  | 3               |
| США (Rolling Stone Top 200)                          | 4               |

## Сертифікації
| Регіон | Сертифікація  | Продажі |
| --- | ------------- | ------- |
| Бразилія (ABPD)                                                                                            | 3× Платиновий | 120 000 |
| Канада (Music Canada)                                                                                      | Платиновий    | 80 000  |
| Данія (IFPI Denmark)                                                                                       | Золотий       | 10 000  |
| Франція (SNEP)                                                                                             | Золотий       | 50 000  |
| Італія (FIMI)                                                                                              | Золотий       | 25 000  |
| Нова Зеландія (RIANZ)                                                                                      | Платиновий    | 15 000  |
| Норвегія (IFPI Norway)                                                                                     | Платиновий    | 20 000* |
| Польща (ZPAV)                                                                                              | Платиновий    | 20 000  |
| Іспанія (PROMUSICAE)                                                                                       | Золотий       | 20 000  |
| Велика Британія (BPI)                                                                                      | Золотий       | 296,300 |
| США (RIAA)                                                                                                 | Золотий       | 500 000 |
| *продажі, що базуються лише на сертифікаціях · продажі+прослуховування, що базуються лише на сертифікаціях |               |         |

## Відгуки
«Future Nostalgia» отримав широке визнання критиків. У Metacritic, який призначає нормалізований рейтинг зі 100 рецензіям професійних видань, альбом отримав середню оцінку 88 на основі 19 рецензій. AnyDecentMusic? поставили йому 8,5 з 10 на основі оцінки критичного консенсусу. За даними Metacritic, «Future Nostalgia» є 15-м альбомом з найбільшою популярністю, випущеним у 2020 році.
Пишучи для NME, Ріан Дейлі написав, що «Future Nostalgia — це яскрава, смілива колекція величності попмузики, щоб відтанцювати свої хвилювання... хоча б ненадовго». Кріс Тейлор із групи The Line of Best Fit високо оцінив керівництво Ліпи щодо альбому, сказавши, що «Future Nostalgia — це виконавець, який повністю контролює себе. Він побудований на такому захоплюючому безтурботному дусі, що важко не відпустити його й не піти з ним. Найбільша поп-зірка цього покоління? Це вам вирішувати, але Future Nostalgia наводить дуже переконливий аргумент, що Дуа Ліпа може бути». Кріс Віллман з Variety високо оцінив музичний напрямок альбому, написавши: «Назвавши його чудовим диско-записом, ми також можемо назвати Future Nostalgia чудовим альбомом епохи MTV, який, як виявилося, не є епохою MTV». Пишучи для Rolling Stone, Бріттані Спанос також високо оцінила музичний напрямок альбому, написавши: «Future Nostalgia — це надзвичайно весела, згуртована й амбітна спроба знайти місце для дискотеки у 2020 році».
Пишучи для DIY, Еллі Вотсон написала: «Цей альбом довів: Дуа увійде в історію попмузики як один із найкращих». Лора Снейпс із The Guardian похвалила вибір пісень Ліпи, написавши: «11-трековий Future Nostalgia не пропонує ані особливостей, ані наповнювача, і наводить різкі докази Ліпи як попвізіонера, а не судна». Майкл Крегг з Crack підсумував альбом так: «Наповнений повним приспівом, м'якими мелодіями та різким ставленням, Future Nostalgia — це неоновий звук однієї з найбільших світових попзірок, що розбиває його з парку». Подібним чином Крейг Дженкінс з Vulture високо оцінив «міцні» пісні, також написавши, що Кайлі Міноуг і Мадонна є їхніми «попередниками» у звуковому плані. Дженкінс дійшов висновку, що Ліпа «лише подряпала поверхню того, на що вона здатна».
Роберт Крістґау відзначив альбом трьома зірками та назвав його «триб'ютом Олівії Ньютон-Джон, як танцювальним ударом, так і плацебо, що мене розпачує, що заслуговує реквізиту, щоб додати двох захисників до цього канону», а саме титульний трек і «Good in Bed».

## Комерційний успіх
«Future Nostalgia» дебютував під номером два в UK Albums Chart з 34 390 одиницями, лише на 550 одиниць позаду альбому «Calm» 5 Seconds of Summer. На другому тижні він досяг вершини чарту і став першим альбомом Дуа номер один у Великій Британії. Альбом очолював чарт ще три тижні поспіль. 17 квітня 2020 року він отримав срібний сертифікат Британської фонографічної асоціації (BPI) за продаж понад 60 000 одиниць у Великій Британії. Альбом є рекордсменом за найнижчими тижневими продажами, хоча він був на вершині чарту в сучасну епоху, коли був номером один тижня, починаючи з 15 травня 2020 року, з продажами 7 317. У 2022 році альбом отримав подвійний платиновий сертифікат BPI, на сьогоднішній день у Великій Британії було продано понад 600 000 одиниць. У жовтні 2021 року музичний кореспондент BBC Марк Севідж зазначив, що «Future Nostalgia» був єдиним британським альбомом, випущеним з початку 2020 року, який отримав платиновий сертифікат BPI.
Як і у Великій Британії, «Future Nostalgia» увійшов до австралійського чарту альбомів на другому місці, перш ніж піднятися на вершину у квітні 2020 року. Після майже року перебування в чартах альбом повернувся на перше місце у березні 2021 року. Австралійська асоціація звукозаписної індустрії сертифікувала його як золотий за 35 000 проданих одиниць. Після випуску вінілового видання альбому в австралійському турі у квітні 2022 року, альбом повернувся на перше місце третій тиждень поспіль у своєму 108-му тижні в чарті.
Альбом очолив гіт-паради 14 країн, у тому числі Ірландії, Фінляндії, Нідерландів, Нової Зеландії, Португалії та Іспанії.
«Future Nostalgia» дебютував під номером чотири в Billboard 200 США від 11 квітня 2020 року, маючи 66 000 альбомних еквівалентів, включаючи 18 000 чистих продажів альбомів. У порівнянні з дебютним альбомом (який посів 27 позицію), він став першим альбомом Ліпи в топ—10 чарту. Наступного тижня альбом опустився на 8 місце, а продажі впали на 43% майже до 38 000 одиниць. На третьому тижні він залишився в першій десятці. Станом на грудень 2020 року в США було продано 931 000 альбомних одиниць. Після виходу перевидання «The Moonlight Edition» у лютому 2021 року, альбом повернувся на сьому позицію в Billboard 200, потрапивши в топ—10 вперше за 10 місяців із заробленими 32 000 одиниць в альбомному еквіваленті, збільшившись на 58% порівняно з попереднім тижнем. У чарті від 27 березня 2021 року, після виступу Ліпи на 63-й щорічній церемонії вручення премії «Греммі», за рік після першого випуску альбом досяг третього місця в чарті, перемістившись того тижня на 37 000 альбомних еквівалентів.
За даними Міжнародної федерації фонографічної індустрії (IFPI), «Future Nostalgia» став десятим найуспішнішим альбомом 2020 року в усьому світі з 3,3 мільйонами проданих екземплярів. У 2021 році альбом знову посів шосте місце в глобальному чарті альбомів IFPI.
На даний момент альбом є шостим за кількістю прослуховувань за весь час на Spotify з понад дванадцятьма мільярдами прослуховувань.

## Нагороди та номінації
| Рік  | Премія                 | Категорія                                       | Результат | Прим.  |
| ---- | ---------------------- | ----------------------------------------------- | --------- | ------ |
| 2020 | ARIA Music Awards      | Найкращий міжнародний артист (Future Nostalgia) | Номінація | [ 92 ] |
| 2020 | Mercury Prize          | Альбом року                                     | Номінація | [ 93 ] |
| 2020 | LOS40 Music Awards     | Найкращий міжнародний альбом                    | Перемога  | [ 94 ] |
| 2020 | People's Choice Awards | Альбом 2020 року                                | Номінація | [ 95 ] |
| 2021 | TEC Awards             | Найкращий альбом                                | Номінація | [ 96 ] |
| 2021 | Grammy Awards          | Альбом року                                     | Номінація | [ 97 ] |
| 2021 | Grammy Awards          | Найкращий вокальний поп-альбом                  | Перемога  | [ 97 ] |
| 2021 | Brit Awards            | Британський альбом року                         | Перемога  | [ 98 ] |
| 2021 | American Music Awards  | Найкращий поп/рок альбом                        | Номінація |        |